# 台灣欒樹
臺灣欒樹（學名：Koelreuteria elegans ssp. formosana，英文俗名：flamegold rain tree；Taiwanese rain tree），又名苦楝舅、苦苓江、金苦楝、拔仔雞油、臺灣欒華、木欒仔、五色欒華，是一類無患子科的落葉喬木，為臺灣特有亞種植物，耐旱性强，原生於臺灣河谷之懸崖峭壁上。春、夏長綠葉，初秋開黃花，秋末蒴果未熟時紅色，冬季蒴果成熟為褐色，故又名四色樹。

## 分布
原產地臺灣，分布河谷兩岸及低海拔向陽的闊葉林內。臺灣欒樹是世界上許多地區的入侵物種，尤其在澳大利亞布里斯本及夏威夷。

## 特徵
落葉喬木，高约10-25公尺，樹幹褐色。二回羽状复叶，小叶卵形或長卵形，邊缘有尺锯，4-6对，基部歪斜，先端尖，纸质。花有5瓣，圆锥顶生花序。花冠黄色，蒴果有三瓣，瓣玫瑰红色，氣囊状，先淡紫轉紅褐色，最後呈土色。種子先是綠色，再轉紅色，後黑色。

## 用途
臺灣欒樹的樹姿優美，色彩多變化，是優良的行道樹與園景樹，在臺灣隨處可見，秋天花季時尤為顯眼。其花可作黃色染料。

## 共生生物
- 大紅姬緣椿象(Leptocoris adominalis) ：該椿象以臺灣欒樹為食，兩者為「共生」關係[3]。但容易造成椿象群聚的特性也使得臺灣欒樹是否適合作為行道樹或種植於公園內成為專家們的討論議題[4]。

## 常見病害
- 銹病 Nyssopsora formosana
- 褐根病 Phellinus noxius

## 外部連結
- 臺灣欒樹介紹 （页面存档备份，存于）